# Троицкий, Всеволод Юрьевич
Все́волод Ю́рьевич Тро́ицкий (род. 4 августа 1936) — советский и российский литературовед, теоретик школьного образования, публицист. Доктор филологических наук, профессор; главный научный сотрудник Института мировой литературы им. А. М. Горького РАН. Председатель комиссии по преподаванию русского языка и литературы в школе Отделения литературы и языка РАН, член Комиссии РАН по образованию. Заслуженный деятель науки Российской Федерации

## Биография
Родился 4 августа 1936 года в Москве. 
Окончил историко-филологический факультет МГПИ им. В. И. Ленина. Преподавал в Московском суворовском военном училище.
С 1967 года работает в ИМЛИ РАН им. А. М. Горького, где является главным научным сотрудником.. В 1986 году защитил докторскую диссертацию "Русская романтическая проза 20-х - 30-х годов XIX века: истоки, проблематика, поэтика".
Председатель комиссии по преподаванию русского языка и литературы в школе Отделения литературы и языка РАН, член Комиссии РАН по образованию. Член Общественного консультативного совета «Образование как механизм формирования духовно-нравственной культуры общества» при Департаменте образования г. Москвы.
Член Российской народной академии наук и Союза писателей России.
Автор многочисленных трудов в области национального просвещения и преподавания русской словесности, по русским писателям, находящимся в русле самобытного национального развития, о проблемах образования, русской национальной школе, экологии языка и культуры.

## Общественная и научная деятельность
По почину В. Ю. Троицкого с 1991 года проходят ежегодные Всероссийские конференции «Филология и школа», работающие в духе традиций и идей русского просвещения.
В 2002 году выступил с научной критикой публикаций И. С. Кона по сексологии.
24 марта 2004 года принял участие во Всероссийская научно-практическая конференции «Русская школа в XXI веке» проходившей в Калининграде под эгидой Управления образования мэрии Калининграда и педагогического коллективом 46-й калининградской школы.
1 февраля 2006 года принял участие в проводившейся Отделом религиозного образования и катехизации Русской Православной Церкви при участии Министерства образования и науки России, Российской Академии наук, Российской академии образования, Московского государственного университета имени М. В. Ломоносова, Управления делами Московской Патриархии, Отдела внешних церковных связей Московского Патриархата совместно со средней общеобразовательной школы № 979 г. Москвы конференции «Основы православной культуры в системе образования» проходившей в рамках XIV Международных Рождественских образовательных чтений, где выступил с докладом «Реформы образования и проблемы содержания» («О смысле, содержании и последствиях современных реформ образования»).
С 26 октября по 21 ноября 2006 года вместе с Игорем Понкиным и Андреем Вдовиченко участвовал в экспертизе на гражданском процессе по иску С. С. Бычкова к В. А. Чаплину. Экспертами отмечено «упорство, с которым С. С. Бычков пытается на протяжении длительного времени дискредитировать представителей Русской Православной Церкви» и признана возможность оценки статей С. С. Быкова, как своеобразных доносов органам государственной власти и общественности на православных священнослужителей.
28 марта 2007 года на кафедре культурологии Московского педагогического государственного университета (МПГУ) при поддержке исследовательского фонда «Межвузовская ассоциация молодых историков-филологов» (МАМИФ) провёл авторскую встречу под названием «Год русского языка в России: SOS! Спасите наши души!», где обсудил с участниками вопросы изучение русского языка в современной России, культура русской речи, геноцида русского языка и пути выхода из трагической ситуации.
30 января 2008 года принял участие в проводившемся Отделом религиозного образования и катехизации Русской Православной Церкви при участии Министерства образования и науки России, Российской Академии наук, Российской академии образования, Московского государственного университета имени М. В. Ломоносова, Управления делами Московской Патриархии, Отдела внешних церковных связей Московского Патриархата совместно с в рамках XVI Международных Рождественских образовательных чтений «Православные ценности и современное образование» пленарном заседание направления «Школа в XXI веке», где выступил с докладом «Истина как критерий православных ценностей и современное образование»
16 февраля 2009 года принял участие в проводившейся Отделом религиозного образования и катехизации Русской православной церкви при участии Министерства образования и науки России, Российской академии наук, Российской академии образования, Московского государственного университета имени М. В. Ломоносова, Управления делами Московской патриархии, Отдела внешних церковных связей Московского патриархата совместно с Московским городским домом учителя I Межрегиональной научно-практической конференции «Моделирование социокультурного системного развития образовательного учреждения в контексте формирования духовно-нравственной культуры общества» проходившей в рамках XVII Международных Рождественских образовательных чтений, где выступил с докладом «Русское слово как наследие».
28 мая 2010 года принял участие в организованной Гуманитарным украино-российским советом, Луганским областным Советом, Луганской областной государственной администрация и Луганским государственным институтом культуры и искусств международной научно-практической конференции «Языковая толерантность — залог стабильности и процветания регионов Украины»
16 декабря 2010 года совместно с доктором юридических наук Игорем Понкиным и доктором юридических наук, профессором РАГС Михаилом Кузнецовым выступил в поддержку обращения к президенту РАО Н. Д. Никандрову Общественного комитета по правам человека «о лишении Ю. А. Дмитриева звания члена-корреспондента Российской академии образования» за плагиат, публичную защиту педофилии и неэтичное поведение.
С 14 по 23 мая 2012 года вместе с Игорем Понкиным и Верой Абраменковой участвовал в экспертизе по делу панк-группы Pussy Riot. Эксперты нашли в действиях панк-группы признаки возбуждения религиозной ненависти и мотивы религиозной ненависти.
С 24 февраля по 8 апреля 2014 года вместе с Игорем Понкиным и Виктором Слободчиковым участвовал в экспертизе документального фильма «Вся правда о Ванге», снятого РЕН ТВ.
Эксперты нашли в фильме признаки унижения человеческого достоинства православных верующих в связи с исповеданием ими религии и оскорбления их религиозных чувств.
С 14 по 29 марта 2017 года вместе с Игорем Понкиным, Виктором Слободчиковым и Александром Евдокимовым участвовал в экспертизе сценария и трейлеров фильма «Матильда» А. Е. Учителя. Эксперты квалифицировали указанные материалы как «приготовление к совершению унижения человеческого достоинства верующих Русской Православной Церкви (по признаку отношения к религии) и оскорбления их религиозных чувств».

## Избранные научные труды и публицистика
Библиография трудов В. Ю. Троицкого (до 2007 г.) в кн : «Филология и школа. Труды Всероссийских научно-практических конференций „Филология и школа“. Выпуск П. М.: ИМЛИ РАН, 2008. — С.423 — 449.
- Троицкий В. Ю. „Лесков — художник“, 1974
- Троицкий В. Ю. „Поэзия славянофилов“, 1978
- Троицкий В. Ю. „Книга поколений“ (о И. С. Тургеневе), 1979 г.
- Троицкий В. Ю. „Куликовская битва в творчестве русских романтиков 10—30-х гг. XIX в.“, 1980
- Троицкий В. Ю. „Художественное наследие Н. С. Лескова в сознании поколений“, 1981»;
- Троицкий В. Ю. «Художественные открытия русской романтической прозы 20—30-х XIX в.», 1986
- Троицкий В. Ю. «Художественное своеобразие и мировое значение русского романтизма», 1987
- Троицкий В. Ю. «„Слово о полку Игореве“ в русской романтической литературе 20—30-х XIX в.», 1988
- Троицкий В. Ю. «Пути русской школы», 1991
- Троицкий В. Ю. «Кольцов и русская романтическая поэзия его времени», 1988
- Троицкий В. Ю. «А. К. Толстой: духовные начала творчества и художественный мир писателя», 1994; «Россия Лескова: русская идея и русский характер», 1996
- Троицкий В. Ю. «Отечественная война 1812 и русская литература XIX в.», 1998 (отв. редактор) и др.
- Троицкий В. Ю. «Проблемы духовности и нигилизма в творчестве писателей-народников», 2000
- Троицкий В. Ю. «Словесность в школе», 2000
- Троицкий В. Ю. «Духовность слова», 2001
- Троицкий В. Ю. О достоинстве народа // Слово, № 4 (576), 2008. — С.12 — 13.
- Троицкий В. Ю. Великое наследие в опасности // Роман-журнал XXI век. № 1, 2008. — С.66-77.
- Троицкий В. Ю. Великое наследие в опасности//Новая книга России. Июнь. № 6, 2008. — С.27 — 33.
- Троицкий В. Ю. Человек и культура // Русский вестник, № 18, 2008. — С.27 — 33.
- Троицкий В. Ю. Человек и культура // К единству. Журнал международного фонда единства православных народов, № 4. — С.20 — 23.
- Троицкий В. Ю. Слово о русской семье (предисловие) // Русская семья от рождения до вечности. М. Белый город. — С.5 — 14.
- Троицкий В. Ю. Памяти Сергея Токарева // «Да святится имя твоё..» Сергей Токарев. — М.:Сканрус, 2008. — С.111.
- Троицкий В. Ю. Введение. // Филология и школа. Труды Всероссийских научно-практических конференций «Филология и школа». М. ИМЛИ РАН, 2008. — С.5 — 11.
- Троицкий В. Ю. Филологическое образование и традиции национальной духовной культуры // Филология и школа. Труды Всероссийских научно-практических конференций «Филология и школа» М.:ИМЛИ РАН, 2008. — С.33 — 78.
- Троицкий В. Ю.Живые традиции филологических знаний // Филология и школа. Труды Всероссийских научно-практических конференций «Филология и школа». — М.:ИМЛИ РАН, 2008. — С.404 — 409.
- Троицкий В. Ю. Филологическое образование и традиции национальной и духовной культуры /четыре статьи/ Минск. 75 с.
- Троицкий В. Ю. Русская словесность: стратегия защиты // Русская словесность как основа возрождения русской школы. Материалы Международной научно-практической конференции 21 — 23 сентября 2007 (г. Липецк.) 2008. — С.74 — 81.
- Троицкий В. Ю. Русская классика и защита культуры и образования // Роман-журнал XXI век, № 3 2009 — С.4 — 8.
- Троицкий В. Ю. Русское слово как наследие // Литература в школе, № 9,2009 — С.20 — 22.
- Троицкий В. Ю. Книга человеческого достоинства // Радищев А. Н. Путешествие из Петербурга в Москву. — М.: Детская литература, 2009. — С.5 — 16.
- Троицкий В. Ю. Поэзия тревожной мысли // М. Ю. Лермонтов. Стихотворения. — М.:Детская литература. 2009. С.5 — 19.
- Троицкий В. Ю. Судьбы русской школы. Проблемы наследия русской словесности./ Отв. ред. О. А. Платонов. — М.: Институт русской цивилизации. 2010. — 480 с. ISBN 978-5-902725-51-0 (доктор филологических наук И. А. Виноградов, доктор филологических наук, профессор Ю. И. Сохряков, доктор филологических наук, профессор Л. И. Шевцова)
- Троицкий В. Ю. Всеволод Троицкий: «Святыни — защищают, жертвуя всем, даже жизнью». Известный литературовед в выступлении на радио «Радонеж» выразил отношение к выставке «Двоесловие/Диалог»//информационно-аналитическая служба «Русская народная линия»Всеволод Троицкий: "Святыни … 10.06.2010
- Троицкий В. Ю. Рубеж русского слова: путь на Голгофу. Выступление на XVI Всемирном Русском Народном Соборе//информационно-аналитическая служба «Русская народная линия». Рубеж русского слова: путь на Голгофу 04.10.2012
- Троицкий В., Понкин И., Абраменкова А. Заключение Комиссии экспертов по делу «Пуси Райт»//информационно-аналитическая служба «Русская народная линия». Заключение… 24.10.2012
- Троицкий В. Ю. Подковёрный русофобский экстремизм от Министерства образования//информационно-аналитическая служба «Русская народная линия». Подковёрный русофобский экстремизм… 11.01.2013
- Троицкий В. Ю. «Врачу, исцелися сам» (Лк., 4, 23)//информационно-аналитическая служба «Русская народная линия». "Врачу… 28.03.2013